# Каллозотомия

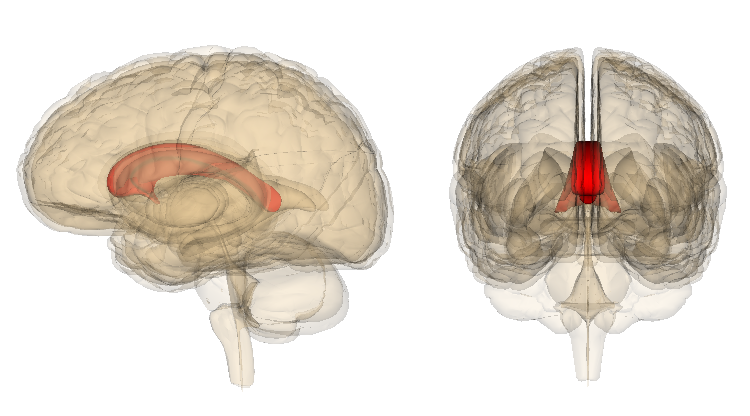
Мозолистое тело, выделенное на сагиттальном и фронтальном сечениях мозга человека. Именно эта структура разрезается в ходе каллозотомии для ограничения межполушарной эпилептической активности.

Каллозотомия (рассечение мозолистого тела) — паллиативная хирургическая процедура, используемая для лечения фармакорезистентной эпилепсии. В этой процедуре мозолистое тело разрезается, чтобы ограничить распространение эпилептической активности между двумя полушариями головного мозга. Хотя мозолистое тело является самым большим трактом белого вещества, соединяющим их, некоторая ограниченная связь между полушариями все же возможна через переднюю и заднюю спайки.
Более шести десятилетий опыта показали эффективность каллозотомии для лечения эпилепсии, не поддающейся медикаментозному лечению. В дополнение к исчезновению или уменьшению приступов могут улучшиться поведение и качество жизни.

## История открытия
Функции мозолистого тела были мало изучены до того как в начале 1960-х годов группой учёных под руководством Роджера Сперри, который впоследствии в 1981 году получил Нобелевскую премию, была проведена серия операций по рассечению мозолистого тела (каллозотомия). Учёные искали способ лечения эпилепсии и после удачных экспериментов над животными произвели операцию на человеке. Суть операции состояла в разделении полушарий головного мозга, которые соединены нервными волокнами, составляющими мозолистое тело. Такие операции позволяли избавиться от эпилептических припадков, но они значительно изменяли способности человека — например, «правши» совершенно не могли писать левой рукой и рисовать правой; могли определить правой рукой, что за предмет они ощупывают, и выбрать такой на картинке, но не могли его назвать и т. д. Интересно, что при рассечении мозолистого тела обнаруживались видимые различия в отношении к чему-то между сознательным и бессознательным у людей, перенёсших операцию: например, один испытуемый утверждал, что обожает свою жену, при этом правая рука жену обнимала, а левая отталкивала. Таким образом, разделение полушарий головного мозга приводило к избавлению от эпилептических припадков, но вносило в жизнь испытуемого новые, неожиданные сложности. Восприятие и обработка информации происходили независимо в двух центрах. Для учёных это открыло целый пласт работ по изучению различных функций левого и правого полушарий головного мозга.